# Histonmodifierande enzym

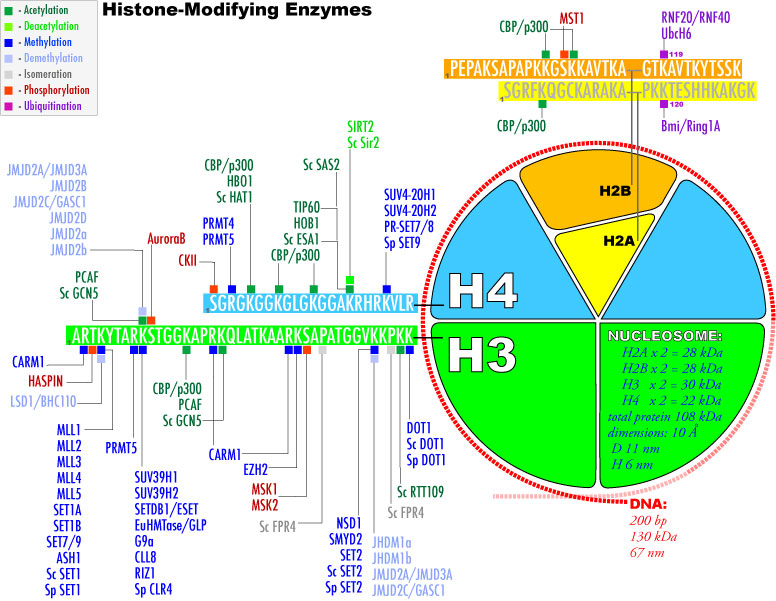
Histon-modifierande enzymer.

Histonmodifierande enzymer är en grupp enzymer med katalytisk funktion som överför eller tar bort olika kemiska grupper från sidokedjorna från histonproteiners aminosyror. Detta påverkar histonernas interaktion med DNA-kedjan, antingen så att de interagerar hårdare, vilket gör DNA:t mindre tillgängligt för transkription, eller vice versa.
Det finns flera olika klasser av histomodifierande enzymer, de mest kända är:
1. Histonacetyltransferaser, som bland annat överför en acetylgrupp till K4 (lysinrest nummer 4 i proteinet, vilket ger mer luckert eukromatin.
2. Histondeacetylaser, som tar bort ovanstående acetylgrupp, vilket ger mer tättpackat heterokromatin
3. Histonmetyltransferaser, som överför metylgrupper till lysinrester i histonproteinerna. Detta kan både leda till mer tättpackad eller mer lucker kromatinstruktur beroende på vilken aminosyrarest som metyleras.

Utöver dessa finns även enzym som påverkar fosforylering, ubiquitinylering, sumoylering, ADP-ribosylerring, deiminering, samt prolinisomerisering.
Kromatinremodellerande komplex kallas de proteinkomplex som utför dessa histonförändringar. De rekryteras till områden var transkriptionella aktivitet ska förändras genom att specifika aktivatorer eller repressorer binder in till silencer- eller enhancerregioner på så kallat linker-DNA mellan histonerna.